# Jan Bulank

Grab und Grabstein Jan Bulank

Jan Bulank (deutsch Jan Bulang; * 7. September 1931 in Ostro; † 17. Januar 2002 in Meschwitz) war ein sorbischer Komponist und Chordirigent.
Jan Bulank studierte von 1952 bis 1958 Musik in Leipzig und Weimar. Ab 1960 war er bis 1964 Assistent am Sorbischen Institut und künstlerischer Leiter des Staatlichen Ensembles für sorbische Volkskultur in Bautzen sowie ab 1970 dessen musikalischer Oberleiter.
In seiner Studiumszeit begann er bereits damit Kinder- und Massenlieder zu komponieren. Seine Laufbahn als Chorleiter begann er 1964, als er den Lehrerchor „Lipa“ in Panschwitz übernahm. Außerdem war er Gründer des Zentralen Chores der Domowina (ab 1969 Chor Budyšin).
Für das Staatliche Volksensemble für sorbische Volkskultur schrieb er u. a. Ballettmusiken.
Jan Bulak war auch Mitherausgeber der Neuausgabe des Towaršny spěwnik (Geselliges Gesangbuch), welches vor allem im sorbischen Musikunterricht verwandt wurde bzw. wird. 1977 wurde er mit dem Kunstpreis der DDR ausgezeichnet.
Das Grab des Komponisten mit einer interessanten Umsetzung des Kreuz-Symbols als Grabstein befindet sich auf dem Bautzener Nikolaifriedhof.